# Championnats d'Europe de BMX freestyle 2024
Navigation
Édition précédente Édition suivante
Les championnats d'Europe de BMX freestyle 2024 ont lieu en deux lieux différents du 20 septembre au 16 novembre 2024. 
Les 20 et 21 septembre, Cadenazzo (en Suisse) accueille les épreuves du Flat, tandis que les épreuves du Park on lieu le 16 novembre à Luxembourg (au Luxembourg).

## Podiums
| Épreuves           | Or               | Argent           | Bronze          |
| ------------------ | ---------------- | ---------------- | --------------- |
| BMX Freestyle Flat |                  |                  |                 |
| Élite hommes       | Matthias Dandois | Jorge Gómez      | Julien Baran    |
| Élite femmes       | Anna Mondics     | Jeanne Seigneur  | Veronika Kádár  |
| BMX Freestyle Park |                  |                  |                 |
| Élite hommes       | Kieran Reilly    | Anthony Jeanjean | Dylan Hessey    |
| Élite femmes       | Sasha Pardoe     | Iveta Miculyčová | Nikita Ducarroz |